# American Life
American Life este cel de-al nouălea album de studio al cântăreței americane Madonna, lansat la 21 aprilie 2003 sub egida caselor de discuri Maverick Records și Warner Bros. Records. Albumul a fost produs în totalitate de Madonna și Mirwais Ahmadzaï și conține numeroase referințe către cultura americană. American Life este un album conceptual ce are ca teme principale visul american și materialismul. Aceste subiecte resping reputația deținută de Madonna în anii '80, câștigată prin cântece precum „Material Girl” (1985). Albumul conține cântece încadrate în genurile muzicale folk și folktronica, precum și numeroase influențe ale muzicii acustice.
American Life a obținut recenzii mixte din partea criticilor de specialitate, aceștia observând consistența sa, însă numindu-l „despre Madonna” și considerându-l confuz. Recenziile retrospective au avut un răspuns mai pozitiv, criticii lăudând consistența discului și faptul că solista și-a asumat un risc din punct de vedere muzical. Din punct de vedere comercial, albumul a ocupat primul loc în clasamentele din pasiprezece țări. Recording Industry Association of America (RIAA) și British Phonographic Industry (BPI) au acordat albumului discul de platină pentru depășirea pragului de un milion de exemplare vândute în Statele Unite și, respectiv, 300.000 în Regatul Unit. American Life a fost al treizeci și doilea cel mai bine vândut album al anului 2003, comercializându-se în peste cinci milioane de exemplare în întreaga lume. Materialul discografic i-a adus Madonnei două nominalizări la cea de-a 46-a edițe a premiilor Grammy, în 2004.
Patru cântece au fost extrase ca discuri single de pe album. Primul single, „American Life”, a obținut o receptare critică negativă, revista Blender numindu-l a noua cea mai groaznică piesă a tuturor timpurilor. Cântecul a ocupat locul treizeci și șapte în Statele Unite, în timp ce în alte țări a devenit un șlagăr de top zece, clasându-se pe locul doi în Regatul Unit. Lansarea videoclipului piesei a fost anulată datorită controverselor și criticilor stârnite de scenele de război și violență incluse, fiind lansată o versiune editată. Următorul single, „Hollywood”, a devenit primul cântec al Madonnei care să nu activeze în ierarhia Billboard Hot 100 din 1983. Piesele „Nothing Fails” și „Love Profusion” au fost lansate ca single-uri, însă au avut parte de un succes comercial scăzut datorită lipsei de promovare. Cu toate acestea, ambele piese au ocupat prima poziție a clasamentului din Spania.
Madonna și-a promovat albumul prin intermediul unui mic turneu promoțional în aprilie și mai 2003. La ediția din 2003 a premiilor MTV Video Music Awards, solista a interpretat împreună cu Britney Spears, Christina Aguilera și Missy Elliott un mixaj între „Like a Virgin” și „Hollywood”. Pe scenă, Madonna s-a sărutat cu Aguilera și Spears, gest ce a stârnit controverse și publicitate. American Life a fost susținut de cel de-al șaselea turneu de concerte al cântăreței, Re-Invention World Tour, având cele mai mari încasări ale unui turenu din 2004 cu 125 de milioane de dolari câștigați. Turneul a fost înregistrat într-un documentar intitulat I'm Going to Tell You a Secret, acesta fiind, de asemenea, primul album live al Madonnei, având același nume.

## Informații generale
Pe la începutul anilor '90, Madonna s-a concentrat pe o serie de lansări provocatoare, printre care se numără cartea Sex, albumul Erotica, inspirat de sadomasochism, și thrillerul erotic Prețul trupului, toate acestea fiind datorate „furiei și mâniei” din interiorul cântăreței. Cu toate acestea, solista a trăit o viață mai calmă la începutul noului mileniu alături de soțul ei, Guy Ritchie, și copii ei, Lourdes și Rocco. Potrivit biografului J. Randy Taraborrelli, prezența lui Ritchie în viața Madonnei a avut un efect calmant asupra cântăreței, făcând-o mai matură și liniștindu-i temperamentul. Concentrându-se pe cariera ei muzicală, Madonna a fost ocupată pe tot parcursul anului 2001 cu turneul Drowned World. Pe 11 septembrie 2001, atentatori sinucigași au deturnat două avioane comerciale către complexul World Trade Center, ducând la moartea a aproximativ 3000 de persoane. Evenimentul a avut un efect profund asupra societății americane, starea culturală fiind tulbură și paranoică. Oamenii, inclusiv Madonna, au început să își pună întrebări cu privire la cultura lor și visul american, acesta fiind un ideal de lungă durată pentru multe persoane. Atunci când solista a început să lucreze la cel de-al nouălea ei album de studio, American Life, aceasta își dorea răspunsuri la întrebările ei, și un răspuns adecvat pentru catastrofa de la 11 septembrie și războiul din Irak care a urmat în anul 2003. Cântăreața a considerat că lunile care au urmat după război ar aduce o atmosferă încărcată politic în întreaga țară, dorindu-și să exprime asta în înregistrare.
Asemănător cu albumul Music (2000), Madonna l-a contactat pe DJ-ul francez și producătorul Mirwais Ahmadzaï. Întotdeauna interesantă în a-și adapta muzica către noile compoziții contemporane, Madonna a fost inspirată de noile albume ale formațiilor Massive Attack și Lemon Jelly. „Ne-am propus să combinăm cele două lumi ale muzicii acustice și electronice,” a spus cântăreața. „Este un alt pas, dar nu am vrut niciodată să mă repet. Nu vreau să mă repet și să fac același album de două ori.” American Life a fost ultimul album de studio al solistei lansat sub egida casei de discuri Maverick Records, marcând sfârșitul unui contract de unsprezece ani cu compania respectivă. În timpul unui interviu pentru VH1 intitulat Madonna Speaks, cântăreața a discutat despre cei douăzeci de ani în industria muzicală, și a dezvăluit sursele de inspirație din spatele albumului, precum și neimportanța „lucrurilor materiale”. „Am o mulțime de «lucruri materiale» și am o mulțime de convingeri despre lucruri și despre ceea ce este important, și mă uit înapoi la cei douăzeci de ani din spatele meu și realizez că multe lucruri cărora le-am dat valoare nu sunt importante”, a concluziat Madonna. Discutând despre gândurile și conceptele pentru American Life, cântăreața a spus în timpul unui interviu acordat revistei Q că cei douăzeci de ani în industria muzicală i-au adus o opinie corectă cu privire la faimă și avere, precum și pericolele acestora, un subiect ce a reprezentat baza albumului.

## Compunerea și inspirația

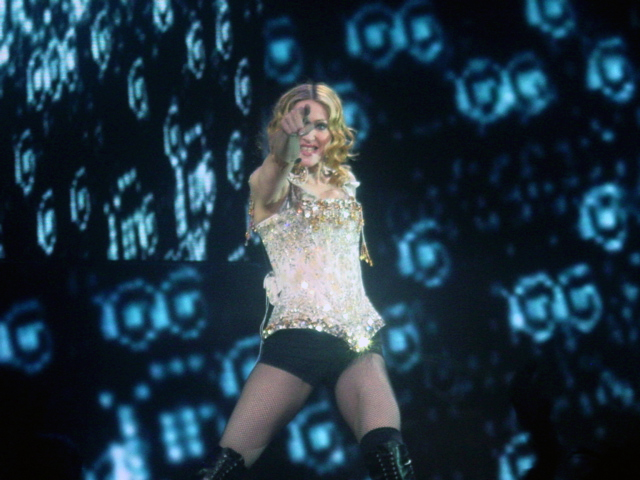
Madonna interpretând single-ul promoțional „Nobody Knows Me” într-un concert din cadrul turneului Re-Invention World Tour, în anul 2004

Atunci când Madonna a început să compună cântecele pentru album, aceasta a fost inspirată de diferite situații, precum lecțiile de chitară, idei sau versiunile demonstrative trimise de Ahmadzaï, fără a avea o progresie de acorduri obișnuită. Piesele de pe American Life și versurile acestora au fost dezvoltate în acest mod. Explicând ședințele de înregistrare, Madonna a spus pentru revista Q că „versurile și muzica trebuie să-mi pătrundă în creier. Uneori scriu versuri libere. Am un jurnal în care notez idei pe care le iau din ziare și cărți”. Aceasta a reamintit de pesimismul lui Ahmadzaï legat de existențialism, starea societății din jurul lor și discuțiile lungi pe care le-au avut în noapte, acestea reflectându-se în compoziții asemănătoare unei neliniști simțite în inima lor. American Life a fost considerat un album conceptual cu teme politice bazate pe viața din Statele Unite, Madonna explicând că a simțit cum „America s-a schimbat de-a lungul anilor și multe dintre valorile noastre par a fi orientate către lucrurile materiale și superficiale. Toți suntem obsedați de faimă doar de dragul ei, indiferent de orice — vinde-ți sufletul către diavol dacă asta e ceea ce trebuie să faci. Suntem complet obsedați de felul în care arătăm.” Solista a spus că a trecut prin astfel de experiențe, acestea reflectându-se în primele trei cântece compuse: „American Life”, „Hollywood” și „I'm So Stupid”. John Norris de la MTV a descris piesele ca o trilogie și un indicator al reevalăurii vieții personale a Madonnei. Cântăreața a fost parțial de acord cu aceste declarații, spunând că piesele sunt prelungiri ale fiecăreia, exprimându-și obiceiul de a acorda importanță lucrurilor nesemnificative și cum ar putea să iasă din această „iluzie”. Madonna a discutat temele materialiste ale albumului și conflictele personale care au dus la compunerea acestuia în timpul unui interviu pentru MTV, spunând:
„Cine poate spune mai bine că aceste lucruri nu contează decât cineva care le-a experimentat? [Oamenii spun] «Cum poți să spui că nu contează? Cum poți să spui că banii nu-ți aduc fericirea decât dacă ai mulți? Cum poți să spui că faima și averea nu-ți garantează fericire, bucurie și un sentiment de împlinire?» Trebuie să treci prin asta ca să știi. Trebuie să ai toate aceste lucruri, eu le-am avut, și am avut parte doar de haos în jurul meu. Așa că pur și simplu spun asta lumii. Deoarece eu consider că am devenit complet obsedați de această idee de a fi bogați și celebri, societatea noastră.  Și vreau doar să le spun oamenilor să-mi ia toate aceste lucruri pe care le-am avut și nu mi-au adus vreun minut de fericire.”
Lumea plină de farmec a Hollywood-ului se reflectă, de asemenea, în cântecul cu același nume. Descriindu-l ca o metaforă, Madonna a spus că „în Hollywood îți poți pierde memoria și viziunea aspura viitorului tău. Poți pierde totul pentru că te poți pierde pe tine însuți.” Începutul albumului îndepărtează lucrurile ce nu erau importante pentru solistă, astfel încât aceasta se va putea concentra mai departe pe lucrurile care contează. Astfel, spre deosebire de primele trei piese, următoarele cântece de pe American Life se ocupă de probleme apropiate de inima cântăreței, precum relația dintre părinții acesteia în piesa „Mother and Father”. Atunci când Madonna avea cinci ani, mama ei a murit de cancer la sân, cântecul reprezentând „un mod de a lăsa tristețea în urmă și a merge mai departe”. Potrivit lui Lucy O'Brien, autoare a biografiei Madonna: Like an Icon, „fleacurile” au fost o altă sursă de inspirație pentru album. Acest lucru a fost limpede în piesa „Nobody Knows Me”, și în utilizarea lui „nu” în cântecele „Love Profusion” și „Nothing Fails”. Folosirea unei nuanțe negative a determinat-o pe Madonna să fie sarcastică în legătură cu presupunerile oamenilor despre ea. „Nothing Fails”, „Intervetion” și „X-Static Procces” au fost piesele centrale ale albumului, acestea fiind cântece de dragoste dedicate lui Ritchie. Fiind la început o piesă umilă pe care muzicianul și producătorul Guy Sigsworth a compus-o pentru soția lui, „Nothing Fails” conține și versuri compuse de cântăreața Jem Archer, care a fost rugată să colaboreze cu Sigsworth și Madonna în timpul primelor ședințe colaborative pentru album. Melodia este urmată de „Intervention” și „X-Static Process”, două cântece cu influențe folk și cu versuri contemplative și emoționale. Starea meditativă continuă și în ultima piesă, „Easy Ride”, care a fost inspirată de imaginea unui ciclu complet și simbolizând viața artistei.

## Piese de pe album
| #   | Titlu                                     | Timp |
| --- | ----------------------------------------- | ---- |
| 1.  | "American Life" (Ahmadzaï, Madonna)       | 4:58 |
| 2.  | "Hollywood" (Ahmadzaï, Madonna)           | 4:24 |
| 3.  | "I'm So Stupid" (Ahmadzaï, Madonna)       | 4:09 |
| 4.  | "Love Profusion" (Ahmadzaï, Madonna)      | 3:38 |
| 5.  | "Nobody Knows Me" (Ahmadzaï, Madonna)     | 4:39 |
| 6.  | "Nothing Fails" (Jem, Madonna, Sigsworth) | 4:49 |
| 7.  | "Intervention" (Ahmadzaï, Madonna)        | 4:54 |
| 8.  | "X-Static Process" (Ahmadzaï, Madonna)    | 3:50 |
| 9.  | "Mother and Father" (Ahmadzaï, Madonna)   | 4:33 |
| 10. | "Die Another Day" (Ahmadzaï, Madonna)     | 4:38 |
| 11. | "Easy Ride" (Madonna, Pittman)            | 5:07 |